# Villi coriali

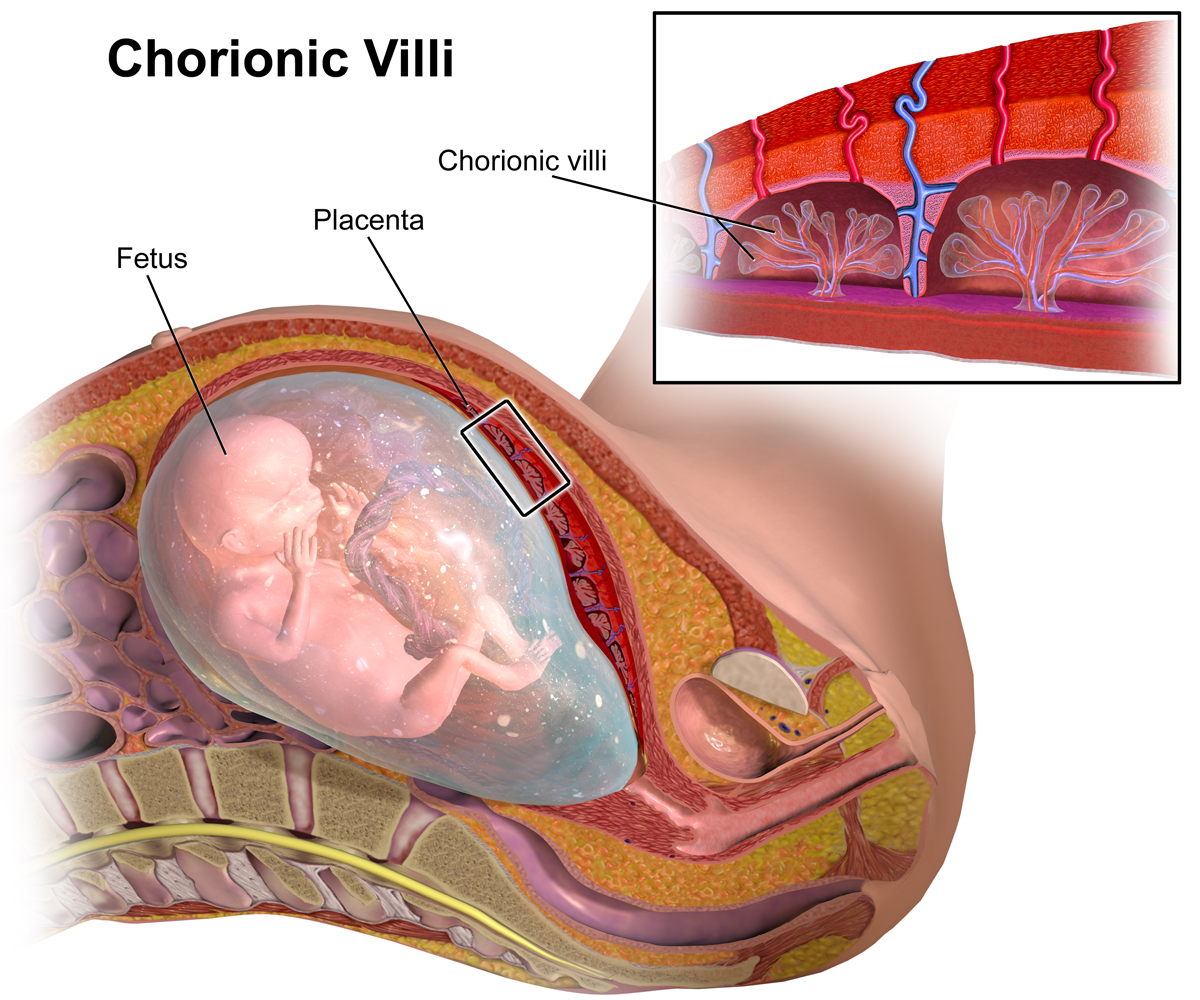
Villi coriali (in inglese Chorionic Villus) presenti nella placenta

I villi coriali (villi del corion) costituiscono la parte embrionale della placenta. Sono ricchi di capillari, assorbono ossigeno e nutrimento dal sangue materno e, contemporaneamente, cedono alla madre anidride carbonica e altre sostanze di rifiuto del feto.

## Analisi dei villi coriali
Uno degli esami prenatali più recenti è la villocentesi che, al pari dell'amniocentesi (prelevamento del liquido amniotico), prevede il prelevamento di un tessuto contenente villi coriali, per sottoporli ad analisi di laboratorio.
La validità dell'analisi dei villi coriali come esame di diagnosi prenatale è stato dimostrato per la prima volta dallo scienziato italiano Giuseppe Simoni, genetista, in collaborazione con il ginecologo Bruno Brambati, con uno studio pubblicato su Lancet nel 1983.
Oggi è anche possibile conservare le cellule staminali presenti in un frammento dei villi coriali prelevati durante l'esecuzione della villocentesi oppure da un frammento di placenta estratta dopo il parto. Le cellule staminali dei villi coriali sono staminali fetali con prospettive applicative in medicina rigenerativa, avendo buone capacità proliferative e ottima stabilità genomica.